# Skynd (groupe)
Pour les articles homonymes, voir Skynd.
Skynd (stylisé comme SKYND) est un groupe australien de rock industriel, originaire de Sydney. Il est composé d'une chanteuse nommée Skynd et d'un multi-instrumentiste nommé Father. Leur musique évoque l'esthétique sombre des true crimes (des crimes de la vie réelle), avec des chansons largement inspirées de morts et de meurtres dérangeants,. Certaines de leurs chansons portent sur des sujets tels que la mort d'Elisa Lam, l'homicide involontaire de Conrad Roy et le suicide collectif de Jonestown.

## Histoire

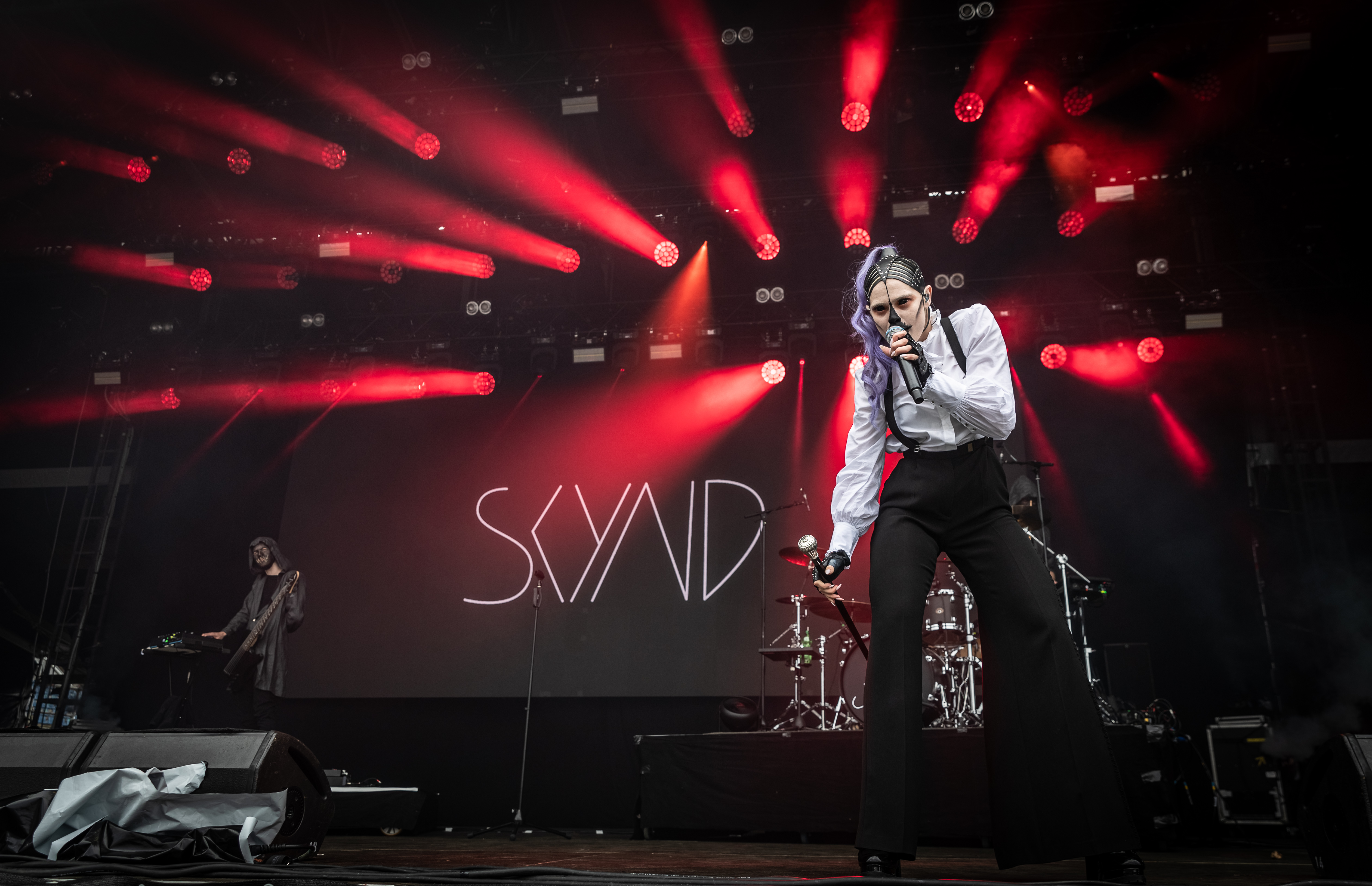
Skynd en concert au Rock am Ring 2022.

Skynd est connu pour son utilisation de styles vocaux variés, alternant entre les registres aigus et graves, souvent accompagnés d'effets synthétiques. On notera que Jonathan Davis de Korn est un fan, et rejoint Skynd dans son morceau Gary Heidnik. Davis apparaît égalementdans le clip.
La première performance en tête d'affiche pour Skynd a lieu à l'Electrowerkz en 2019, où elle était vêtue d'une combinaison mélangeant peinture corporelle et vêtements de style victorien. Les fans sont accueillis avec des tasses de Kool-Aid en référence à sa chanson sur le massacre de Jonestown. Peu de temps après, Skynd est présélectionné comme finaliste des Heavy Music Awards 2020.
Skynd est interviewé par The Boo Crew dans l'épisode 90 du podcast Bloody Disgusting, ainsi que par Ebony Story de Wall of Sound.

## Discographie

### Albums studio
- 2018 : Chapter I
- 2019 : Chapter II

### Singles
- 2018 : Elisa Lam
- 2018 : Gary Heidnik (feat. Jonathan Davis)
- 2018 : Richard Ramirez
- 2019 : Jim Jones
- 2019 : Katherine Knight
- 2019 : Tyler Hadley
- 2020 : Columbine (feat. Bill $Aber)
- 2021 : Michelle Carter
- 2022 : Chris Watts
- 2022 : Armin Meiwes
- 2022 : John Wayne Gacy
- 2023 : Edmund Kemper
- 2023 : Robert Hansen
- 2023 : Bianca Devins
- 2024 : Heaven's Gate
- 2024 : Violets are Blue
- 2025 : Aileen Wuornos